# James L. Jones

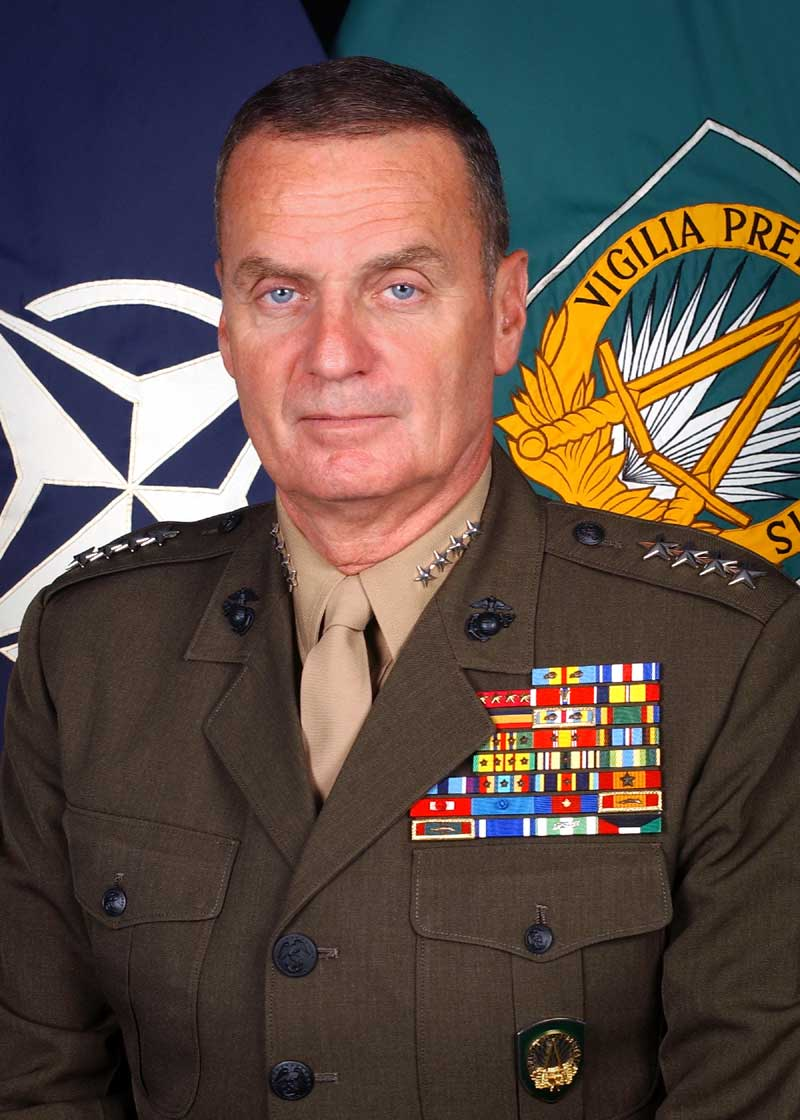
James L. Jones

James Logan Jones junior (* 19. Dezember 1943 in Kansas City, Missouri) ist ein ehemaliger General des US Marine Corps. Er war von 1999 bis 2003 der 32. Commandant of the Marine Corps (CMC) und von 2003 bis 2006 der 13. Kommandeur des US European Command (USEUCOM) und zugleich der 14. Supreme Allied Commander Europe (SACEUR). Seit dem 1. Februar 2007 ist er im Ruhestand. Ende November 2007 wurde er von den USA zum Sicherheitsbeauftragten für den Nahen Osten ernannt. Von Juni 2007 bis Januar 2009 war er Vorsitzender des Atlantic Council of the United States. Zuletzt wirkte er unter US-Präsident Barack Obama vom 20. Januar 2009 bis Oktober 2010 als Nationaler Sicherheitsberater.

## Leben

### Jugend und Ausbildung
James L. Jones ist der Sohn von James L. Jones, Sr., einem dekorierten US-Marine, der im Zweiten Weltkrieg gekämpft hatte. Die prägenden Jahre seiner Jugend verbrachte Jones in Frankreich, wo er die American School of Paris absolvierte. Er kehrte in die Vereinigten Staaten zurück um die School of Foreign Service an der Georgetown University zu besuchen, die er 1966 mit einem Bachelor of Science abschloss. Während seiner Ausbildung spielte Jones, der 1,93 m groß ist, Basketball im Georgetown Hoyas Männerbasketball-Team.
Von 1973 bis 1974 studierte er an der Amphibious Warfare School in Quantico, Virginia. 1985 nahm er schließlich noch die Möglichkeit wahr, am National War College in Washington einen Abschluss zu machen.
Jones ist verheiratet und hat mit seiner Ehefrau Diane vier Kinder. Einer der Söhne, Gregory D. Jones, war als Marine zweimal im Irak im Einsatz, bevor er als Captain das USMC verließ.

### Militärische Laufbahn

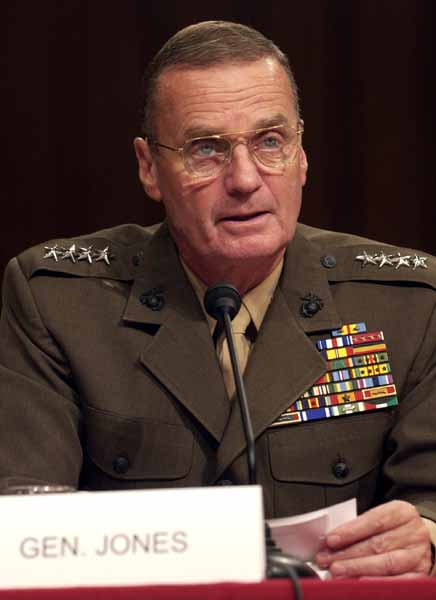
General Jones vor dem Senate Armed Services Committee am 23. September 2004.

Im Oktober 1967 ging er nach Vietnam und diente als Zugführer und Kompaniechef in der G-Kompanie des 2. Bataillons, 3. US-Marineregiment. Nach zwei Jahren kehrte er im Dezember 1968 zurück in die Vereinigten Staaten und diente in verschiedenen Einheiten als Kompaniechef, bis er im November 1974 wieder ins Ausland, nach Okinawa, versetzt wurde und dort als Kompaniechef der H-Kompanie, 2. Bataillon, 9. US-Marineregiment der 3. US-Marinedivision diente.
Nach Stabsverwendungen im Hauptquartier des United States Marine Corps (HQMC) in Washington von 1974 bis 1984 absolvierte er das National War College. Ein Jahr später, nach seinem Abschluss, wurde ihm dann das Kommando über das 3. Bataillon des 9. US-Marineregiments, 1. US-Marinedivision in Camp Pendleton, Kalifornien übertragen.
Im August 1987 kehrte Jones zurück ins Hauptquartier des US Marine Corps und diente dort als Stabsberater des Commandant. In dieser Verwendung wurde er auch zum Colonel befördert und übernahm im Februar 1989 den Posten des Military Secretary des Commandant.
Ende 1990 bekam er das Kommando über die 24. Marine Expeditionary Unit (24.MEU/SOC) in Camp Lejeune, North Carolina. Während dieser Verwendung nahm er an der Operation Provide Comfort im Nord-Irak und der Türkei teil, in deren Rahmen die Kurden vor Übergriffen der irakischen Armee geschützt wurden.
Als er 1992 zum Brigadier General befördert wurde und als Stellvertretender Direktor J-3 im US European Command, Stuttgart, Deutschland eingesetzt war, wurde er als Stabschef der Joint Task Force Provide Promise, welche für Operationen in Bosnien-Herzegowina und Mazedonien zuständig war, abkommandiert.
Als er 1994 wieder in die Vereinigten Staaten kam, wurde er zum Major General befördert und Kommandierender General der 2. US-Marinedivision, Marine Forces Atlantic im Camp Lejeune, North Carolina. Danach diente Jones 1996 als Direktor der Expeditionary Warfare Division im Stab des Chief of Naval Operations und wurde später stellvertretender Leiter des Stabes für Pläne, Taktik und Operationen im Hauptquartier des US Marine Corps in Washington. Dort wurde er auch am 18. Juli 1996 zum Lieutenant General befördert und von 1997 bis 1999 zum Senior Military Assistant des Verteidigungsministers bestellt.
Am 30. Juni 1999 wurde er zum 4-Sterne-General befördert und übernahm einen Tag später den Posten des 32. Commandant of the Marine Corps, wurde damit der ranghöchste Marine und war somit auch Teil des Vereinigten Generalstabs der US-Streitkräfte.

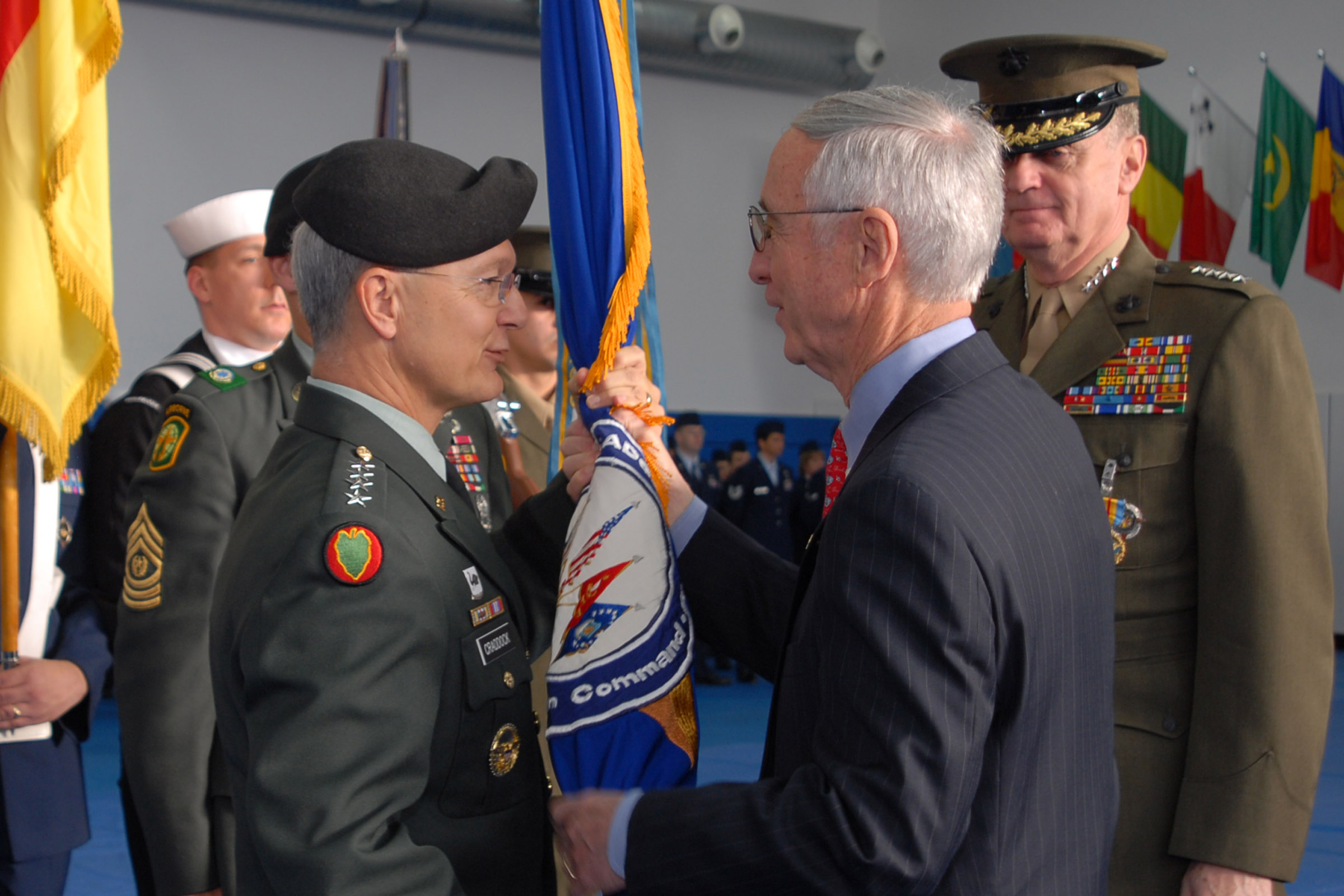
Gen. Craddock, Gordon R. England und Jones bei der USEUCOM-Kommandoübergabe, 2006.

Am 16. Januar 2003 übernahm Jones den Posten des Kommandeurs des US European Command (USEUCOM) und den des Supreme Allied Commander Europe (SACEUR) einen Tag darauf. Während dieser Zeit führte die NATO die International Security Assistance Force (ISAF) in Afghanistan im Kampf gegen die Taliban, dabei waren Jones als EUCOM-Kommandeur ebenfalls die US-Truppen der Operation Enduring Freedom in Afghanistan unterstellt.
Am 14. Juli 2006 kündigte die NATO an, dass Bantz J. Craddock, General der US Army, nach seiner Verwendung als Kommandeur des US Southern Command Jones gegen Ende des Jahres auf den Posten des SACEUR folgen würde. Diese Nominierung wurde am 29. September 2006 vom US-Senat bestätigt. Am 4. Dezember übergab er das Kommando das US European Command schließlich an General Craddock, sowie drei Tage später, am 7. Dezember, das Kommando als Supreme Allied Commander Europe. Jones trat dann am 1. Februar 2007 in den Ruhestand.
Jones wurde vom damaligen US-Verteidigungsminister Donald Rumsfeld der Posten des Kommandeurs des US Central Command, zuständig u. a. für den Nahen Osten, angeboten. Jones lehnte dies jedoch ab, da er anscheinend befürchtete, in dieser Position zu häufig übergangen zu werden, da sich Rumsfeld bis dahin meist direkt an den Kommandeur der Koalitionstruppen im Irak, zu dieser Zeit General George W. Casey, gewandt hatte.

### Politische Laufbahn
Nach seiner Pensionierung diente Jones als Vorsitzender der unabhängigen Kongresskommission für die Sicherheitskräfte im Irak, welche die Fähigkeiten der irakischen Polizei und Streitkräfte untersuchte. Ende November 2007 wurde er von US-Außenministerin Condoleezza Rice zum Sicherheitsbeauftragten für den Nahen Osten ernannt. Vom 1. Juni 2007 bis zum Januar 2009 war Jones zudem Vorsitzender des Atlantic Council of the United States (US-Atlantikrat), einer Nichtregierungsorganisation, die es sich zum Ziel gesetzt hat, eine „konstruktive US-Führung und Engagement in internationalen Beziehungen zu fördern, die eine zentrale Rolle in der atlantischen Gemeinschaft spielen“.
Nach der Wahl von Barack Obama zum US-Präsidenten galt Jones als Anwärter auf den Posten des Nationalen Sicherheitsberaters und wurde am 1. Dezember 2008 nominiert.
Nach der Übernahme der Regierungsgeschäfte durch Obama wurde Jones am 20. Januar 2009 der Nationale Sicherheitsberater. Im Oktober 2010 kündigte er sein Ausscheiden aus dem Amt an. Zum Nachfolger wurde sein bisheriger Stellvertreter Thomas E. Donilon im Oktober 2010 benannt.

### Beratertätigkeit
Seit seinem Ausscheiden aus der Politik berät Jones mit seiner Beraterfirma das saudische Königshaus und dessen Streitkräfte. Insgesamt beschäftigt er acht weitere ehemalige Generäle der US-Streitkräfte und 32 weitere Militärangehörige.

## Auszeichnungen
Auswahl der Dekorationen, sortiert in Anlehnung der Order of Precedence of Military Awards:
- Defense Distinguished Service Medal (3 ×)
- Silver Star
- Legion of Merit (5 ×)
- Bronze Star
- Navy Unit Commendation
- National Defense Service Medal (3 ×)
- Vietnam Service Medal (5 ×)
- Southwest Asia Service Medal (2 ×)
- Armed Forces Service Medal
- NATO Meritorious Service Medal
- NATO-Medaille für den Einsatz in Jugoslawien
- Großes Verdienstkreuz mit Stern und Schulterband des Verdienstordens der Bundesrepublik Deutschland[16]
- Orden des Adlerkreuzes I. Klasse
- Commander der französischen Ehrenlegion
- Offizier des französischen Nationalverdienstordens
- Kommandeursgroßkreuz des Ordens des litauischen Großfürsten Gediminas
- Großkreuz des Ritterordens von Avis